# Dawid Ogrodnik
Dawid Ogrodnik (ur. 15 czerwca 1986 w Wągrowcu) – polski aktor filmowy, teatralny i telewizyjny.
Dwukrotny laureat nagrody za główną rolę męską (2017, 2019) i dwukrotny laureat nagrody za drugoplanową rolę męską (2012, 2014) na Festiwalu Polskich Filmów Fabularnych w Gdyni oraz dwukrotny laureat Polskiej Nagrody Filmowej, Orzeł w kategorii: najlepsza główna rola męska (2014, 2018). Zdobywca nagrody Paszport „Polityki” w kategorii „Film” (2014) i Nagrody im. Zbyszka Cybulskiego (2018). W 2013 dostał przyznawaną przez władze powiatu wągrowieckiego „Złotą Pieczęć”.

## Życiorys

### Wczesne lata
Urodził się i dorastał w Wągrowcu, gdzie jako dziecko rozpoczął naukę gry na klarnecie w Państwowej Szkole Muzycznej I stopnia, a w domu słuchał jazzmanów: Joshui Redmana, Benny’ego Goodmana, Keitha Jarreta i Milesa Daviesa. Jego starsza siostra Aneta grała na fortepianie, a młodsza na skrzypcach. W 1998 wygrał ogólnopolski konkurs muzyczny w Szczecinie, po czym otrzymał stypendium od ministra kultury. Z rodzinnego miasta wyjechał w wieku 13 lat do Poznania, gdzie kontynuował edukację w Liceum Muzycznym. Jako licealista zainteresował się teatrem dzięki ówczesnej wychowawczyni Annie Szymańskiej, która prowadziła grupę teatralną, a potem założyła poznański Teatr Castingowy MplusM, w którym grał Ogrodnik. W tym czasie grał również w katolickim zespole muzycznym Czerwone Światło dla Halucynacji.
Po maturze wrócił do rodzinnego Wągrowca, gdzie wraz z przyjacielem prowadził agencję muzyczną „David & Martin Art Management”, a żeby ją utrzymać, założył i prowadził chór dziecięcy w Gminnym Ośrodku Kultury w Łeknie. Przez kilka miesięcy prowadził również chór przy kościele św. Wojciecha w Wągrowcu. Dwukrotnie próbował dostać się na studia do warszawskiej Akademii Teatralnej, poza tym uczył się w prywatnej szkole aktorskiej Lart studiO w Krakowie. By zarobić na czesne, pracował jako aktor i host w agencji eventowej. Następnie został przyjęty do łódzkiej PWSFTviT, lecz przez swoje zaniedbanie (brak podpisanej deklaracji studenckiej) został skreślony z listy studentów. Ostatecznie rozpoczął studia w krakowskiej Państwowej Wyższej Szkole Teatralnej im. Ludwika Solskiego, którą ukończył w 2012. Stwierdził, że na studiach doświadczał „psychicznego mobbingu”, głównie ze strony Beaty Fudalej.

### Kariera

#### Film i telewizja
Początkowo występował gościnnie w serialach emitowanych na antenie TVN, w tym paradokumentalnym z gatunku docu-crime Detektywi (2007), dokumentalno-fabularyzowanym Żołnierze wyklęci (2008), telenoweli Majka (2009) i serialu prawniczym Prawo Agaty (2012), a także w dramacie telewizyjnym Sławomira Pstronga Cisza (2010).
Za debiutancką kreację kinową Sebastiana „Rahima” Salberta w dramacie Leszka Dawida Jesteś Bogiem (2012) – wespół z Tomaszem Schuchardtem – zdobył nagrodę za drugoplanową rolę męską na 37. Festiwalu Polskich Filmów Fabularnych w Gdyni oraz nominację do Polskiej Nagrody Filmowej, Orzeł za najlepszą drugoplanową rolę męska. W dramacie psychologicznym Pawła Pawlikowskiego Ida (2013), który podczas 38. Gdynia – Festiwal Filmowy zdobył aż cztery nagrody, został obsadzony w roli „Lisa”, saksofonisty w zespole grającym na urodzinach miasta Szydłowa.
Kolejną kreacją kinową była postać chorego na czterokończynowe mózgowe porażenie dziecięce Mateusza Rosińskiego w dramacie Macieja Pieprzycy Chce się żyć (2013) opartym na prawdziwych wydarzeniach, za którą został uhonorowany wieloma nagrodami, w tym Kryształową Gwiazdą Elle, statuetką ufundowaną przez Apart i przyznawaną przez magazyn „Elle”, nagrodą „Złotego Szczeniaka” za pierwszoplanową kreację aktorską męską na pierwszej edycji Festiwalu Aktorstwa Filmowego we Wrocławiu, nagrodę aktorską na Festiwalu Filmowym w Gijón, Polską Nagrodą Filmową Orzeł za najlepszą główną rolę męską oraz nagrodą im. Elżbiety Czyżewskiej dla najlepszego aktora na X Nowojorskim Festiwalu Filmów Polskich. Po sukcesie filmu na Festiwalu Filmowym w Montrealu, gdzie Chce się żyć zdobył nagrodę publiczności, nagrodę jury i nagrodę dla najlepszego filmu, światowe media porównywały Ogrodnika do Daniela Day-Lewisa w roli niepełnosprawnego Christyego Browna w Mojej lewej stopie i Dustina Hoffmana jako autystycznego Raymonda Babbitta w Rain Manie.
Po udziale w polsko-duńskim dramacie psychologicznym dla młodzieży Anny Kazejak Obietnica (2014) jako Daniel, partner Sylwii (Magdalena Popławska), zagrał kuriera-narkomana w filmie sensacyjnym Jerzego Skolimowskiego 11 minut (2015) i wystąpił w głównej roli Tomka w ekscentrycznej komedii Macieja Bochniaka Disco polo (2015). Wcielił się w rolę tłumacza i radiowca Tomasza Beksińskiego, syna Zdzisława (Andrzej Seweryn) w filmie biograficznym Jana P. Matuszyńskiego Ostatnia rodzina (2016), za którą otrzymał nagrodę Onetu „Odkrycie Festiwalu” na 41. Festiwalu Polskich Filmów Fabularnych i nagrodę aktorską na Festiwalu Młodego Kina Wschodnioeuropejskiego w Cottbus.
W 2018 wykreował postać dziennikarza Piotra Zarzyckiego, jednego z głównych bohaterów serialu Rojst. Zagrał także w serialach stacji AXN: Rysa (2021) i Układ (od 2021).

#### Teatr
W 2010 zadebiutował na profesjonalnej scenie warszawskiego Teatru Dramatycznego w roli studenta w przedstawieniu Klub Polski w reżyserii Pawła Miśkiewicza. W 2011 obronił dyplom aktorski dzięki występowi w sztuce Elfriede Jelinek Babel 2 w reżyserii Mai Kleczewskiej, a za rolę otrzymał nagrodę (także dla zespołu aktorskiego i realizatorów) na XXIX Festiwalu Szkół Teatralnych w Łodzi. W tym samym roku wystąpił w Teatrze Starym w Krakowie jako Eyolf w przedstawieniu Henrika Ibsena Brand miasto wybrani (2011) w reż. Michała Borczucha, a także w Teatrze Rozmaitości w spektaklu Nosferatu (2011) w reż. Grzegorza Jarzyny. W 2012 miał zagrać główną rolę w sztuce Tak powiedział Michael J. wystawianej w Teatrze Wybrzeże w Gdańsku, jednak po sporze z reżyserem Wiktorem Rubinem zerwał współpracę nad tytułem na dwa dni przed zaplanowaną premierą, jednak w oficjalnym komunikacie podano informację o przesunięcie premiery widowiska z powodu kontuzji aktora.
W latach 2013–2017 był związany z warszawskim Teatrem Rozmaitości, w którym odniósł sukces rolą Łukasza, chorego na porażenie mózgowe mistrza origami w widowisku Johanna Straussa Nietoperz albo mój cmentarzyk (2012) w reż. Kornéla Mundruczó; rola przyniosła mu Grand Prix za kreację aktorską na 53. Kaliskich Spotkaniach Teatralnych i Feliksa Warszawskiego 2013 w kategorii początkujący aktor lub reżyser. W kolejnych latach zagrał w kolejnych sztukach TR w reż. Jarzyny: Druga kobieta (2014) Johna Cassavetesa jako Heartbreakers i Męczennicy (2015) Mariusa von Mayenburga jako Frank, a także w spektaklach: Jezioro (2016) Michaiła Durnienkowa w reż. Yany Ross i Robert Robur (2016) w reż. Krzysztofa Garbaczewskiego. W 2017 rozwiązał umowę z teatrem, niezadowolony z przebiegu współpracy z Jarzyną.
W Teatrze Telewizji grał w Skutkach ubocznych (2013) w reż. Leszka Dawida u boku Krzysztofa Stroińskiego jako Hanka, Branczu (2014) Juliusza Machulskiego jako Olaf, narzeczony Neli (Alicja Juszkiewicz), Wizycie (2015) Agnieszki Maskovic jako Jurek, który udaje się w podróż w rodzinne strony po kilku latach nieobecności i komedii kryminalnej Rybka Canero (2015) Juliusza Machulskiego jako Zenon Vogel, syn Ignacego (Andrzej Zieliński). Za rolę Patryka w spektaklu Teatru Telewizji Bezdech (2013) w reż. Andrzeja Barta zdobył wyróżnienie aktorskie na sopockim Festiwalu Teatru Polskiego Radia i Teatru Telewizji Polskiej „Dwa Teatry”.
W 2017 na scenie krakowskiego Teatru BARAKAH zagrał w sztuce Christiane F. Dzieci z dworca ZOO w reż. Sebastiana Oberca.

## Kontrowersje
W marcu 2021 został oskarżony przez byłego studenta Aleksandra Kurzaka o mobbing, gdy – pracując jako asystent Adama Nawojczyka na AST w 2017 – miał znęcać się nad studentami I roku. Kurzak we wpisie na Facebooku napisał: Pamiętam, jak mi przerwałeś moją etiudę, krzycząc: „Co to kur** ma być, ja pier****, co ty kur** w cyrku jesteś”. Byłeś wtedy bardzo agresywny. Właściwie zostałem zdeptany w ziemię. W tym momencie pokazałeś mi, że jestem gó**em, że jestem nikim i tak też się czułem. Ogrodnik w rozmowie z „Newsweekiem” powiedział, że opisana przez Kurzaka sytuacja miała miejsce, gdy poczuł bezradność i bezsilność, kiedy obserwował wykonanie zadania aktorskiego, co przypominało pantomimę i zestaw min. Bezsilność, bezradność i złość wyraziłem poprzez krzyk. Nie oceniałem studenta jako człowieka, tylko to, co robi – stwierdził, obiecując, że zadzwoni do Kurzaka, by wyjaśnić sprawę. W swojej książce autobiograficznej pt. „Koniec gry” z 2022 zapewnił, że skontaktował się z Kurzakiem i przeprosił go za swoje zachowanie.

## Życie prywatne
W okresie licealnym był molestowany seksualnie przez ks. Arkadiusza R., menedżera zespołu Czerwone Światło dla Halucynacji, w którym grał Ogrodnik.
Deklaruje się jako osoba wierząca w Boga, przynależy do protestanckiej Społeczności Chrześcijańskiej Północ.
Był związany z Martą Nieradkiewicz, z którą ma córkę Jaśminę (ur. 2018).

## Filmografia
| Rok  | Tytuł                           | Rola                                                                 | Uwagi                                                        |
| ---- | ------------------------------- | -------------------------------------------------------------------- | ------------------------------------------------------------ |
| 2007 | Detektywi                       | narkoman                                                             | serial paradokumentalny, reżyseria: Jacek Januszyk           |
| 2008 | Żołnierze wyklęci               | Kania (odcinek: 3)                                                   | serial fabularny-dokumentalizowany, reżyseria: Joanna Maro   |
| 2009 | Majka                           | student Krzysztof Pakoca                                             | telenowela, reżyseria: Sławomir Pstrong                      |
| 2010 | Cisza                           | Grzesiek                                                             | film dramatyczny, reżyseria: Sławomir Pstrong                |
| 2012 | Prawo Agaty                     | Dawid Kowal, siostrzeniec Grabowskiej (odcinek: 13)                  | serial obyczajowy, reżyseria: Patrick Yoka                   |
| 2012 | Jesteś Bogiem                   | Sebastian „Rahim” Salbert                                            | film biograficzny, reżyseria: Leszek Dawid                   |
| 2013 | Ida                             | „Lis”, saksofonista w zespole grającym na urodzinach miasta Szydłowa | film psychologiczny, reżyseria: Paweł Pawlikowski            |
| 2013 | Chce się żyć                    | niepełnosprawny Mateusz Rosiński                                     | film dramatyczny, reżyseria: Maciej Pieprzyca                |
| 2013 | Szukam reżysera                 | on sam                                                               | film dokumentalny, reżyseria: Tomasz Jurkiewicz              |
| 2014 | Obietnica                       | Daniel, partner Sylwii                                               | film obyczajowy, reżyseria: Anna Kazejak                     |
| 2015 | Ojciec                          | żul                                                                  | film obyczajowy, reżyseria: Artur Urbański                   |
| 2015 | Disco polo                      | Tomek                                                                | film komediowy, reżyseria: Maciej Bochniak                   |
| 2015 | 11 minut                        | kurier                                                               | film sensacyjny, reżyseria: Jerzy Skolimowski                |
| 2016 | Ostatnia rodzina                | Tomasz Beksiński                                                     | film biograficzny, reżyseria: Jan P. Matuszyński             |
| 2017 | Cicha noc                       | Adam                                                                 | film dramatyczny, reżyseria: Piotr Domalewski                |
| 2018 | Rojst                           | Piotr Zarzycki                                                       | serial kryminalny, reżyseria: Jan Holoubek                   |
| 2018 | Wielki Mistyczny Cyrk           | Ludwig                                                               | film dramatyczny, reżyseria: Carlos Diegues                  |
| 2019 | Ciemno, prawie noc              | Marek                                                                | film kryminalny, reżyseria: Borys Lankosz                    |
| 2019 | Ikar. Legenda Mietka Kosza      | Mieczysław Kosz                                                      | film biograficzny, reżyseria: Maciej Pieprzyca               |
| 2020 | Broad Peak                      | Adam Bielecki                                                        | film, reżyseria: Leszek Dawid                                |
| 2020 | Rysa                            | porucznik Czesław Warecki, oficer ABW                                | serial kryminalny, reżyseria: Maciej Migas i Łukasz Kośmicki |
| 2021 | Rojst ’97                       | Piotr Zarzycki                                                       | serial kryminalny, reżyseria: Jan Holoubek                   |
| 2021 | Najmro. Kocha, kradnie, szanuje | Zdzisław Najmrodzki                                                  | film komediowy, reżyseria: Mateusz Rakowicz                  |
| 2022 | Johnny                          | ks. Jan Kaczkowski                                                   | film biograficzny, reżyseria Daniel Jaroszek                 |
| 2024 | Piep*zyć Mickiewicza            | Jan Sienkiewicz                                                      | film obyczajowy, reżyseria Sara Bustamante-Drozdek           |
| 2024 | Rojst Millenium                 | Piotr Zarzycki                                                       | serial kryminalny, reżyseria: Jan Holoubek                   |
| 2024 | Zdrada                          | prokurator Patryk Wysocki                                            | serial kryminalny, reżyseria: Makary Janowski                |
| 2025 | Piep*zyć Mickiewicza 2          | Jan Sienkiewicz                                                      | film obyczajowy, reżyseria Sara Bustamante-Drozdek           |

## Spektakle telewizyjne
- 2013: Skutki uboczne jako Hanka
- 2013: Bezdech jako Patryk
- 2014: Brancz jako Olaf, narzeczony Neli
- 2015: Wizyta jako Jurek
- 2015: Rybka Canero jako Zenon Vogel, syn Ignacego

## Nagrody i wyróżnienia
- 2012 – Nagroda za drugoplanową rolę męską w filmie Jesteś Bogiem na Festiwalu Polskich Filmów Fabularnych w Gdyni
- 2013 – Kryształowa Gwiazda Elle za rolę w filmie Chce się żyć na Festiwalu Polskich Filmów Fabularnych w Gdyni
- 2013 – nominacja do Polskiej Nagrody Filmowej, Orzeł za najlepszą drugoplanową rolę męska w filmie Jesteś Bogiem
- 2013 – wyróżnienie aktorskie na Festiwalu Teatru Polskiego Radia i Teatru TV „Dwa Teatry” w Sopocie za rolę w spektaklu Bezdech
- 2013 – „Złoty Szczeniak” za pierwszoplanową kreację aktorską męską w filmie Chce się żyć na Festiwalu Aktorstwa Filmowego im. Tadeusza Szymkowa we Wrocławiu
- 2014 – Nagroda za drugoplanową rolę męską w filmie Obietnica na Festiwalu Polskich Filmów Fabularnych w Gdyni
- 2014 – Polska Nagroda Filmowa, Orzeł za najlepszą główną rolę męską w filmie Chce się żyć
- 2014 – Paszport „Polityki” w kategorii „Film”
- 2014 – Grand Prix na Festiwalu Teatru Polskiego Radia i Teatru TV „Dwa Teatry” w Sopocie za rolę w spektaklu Skutki uboczne
- 2017 – Nagroda za główną rolę męską w filmie Cicha noc na Festiwalu Polskich Filmów Fabularnych w Gdyni
- 2017 – nominacja do Polskiej Nagrody Filmowej, Orzeł za najlepszą drugoplanową rolę męska w filmie Ostatnia rodzina
- 2018 – Nagroda im. Zbyszka Cybulskiego za rolę w filmie Cicha noc
- 2018 – Polska Nagroda Filmowa, Orzeł za najlepszą główną rolę męską w filmie Cicha noc
- 2019 – Nagroda za pierwszoplanową rolę męską w filmie Ikar. Legenda Mietka Kosza na 44. Festiwalu Polskich Filmów Fabularnych w Gdyni[43]
- 2019 – Nominacja za pierwszoplanową rolę męską w filmie Ikar. Legenda Mietka Kosza na Festiwalu Aktorstwa Filmowego im. Tadeusza Szymkowa[44]